# Щербаков, Алексей Иванович (генерал)
Алексей Иванович Щербаков (20 мая 1909, Ростов-на-Дону, Российская империя — 7 декабря 1986, Монино, Московская область, РСФСР, СССР) — советский военачальник, генерал-майор авиации (05.11.1944).

## Биография
Родился 20 мая 1909 года в городе Ростов-на-Дону, ныне в составе Российской Федерации. Русский.

## Военная служба
9 июня 1928 года вступил в РККА и через Ростовский горвоенкомат был направлен на учебу в Военно-теоретическую школу ВВС РККА в Ленинграде. После прохождения теоретического курса в июне 1929 года командирован в 1-ю военную школу летчиков им. А. Ф. Мясникова для обучения практическим полетам. По завершении учебы в июле 1930 года оставлен в школе, где занимал должности инструктора-летчика, командира звена. Член ВКП(б) с 1932 года.
В ноябре 1933 года назначен командиром звена 2-й легкобомбардировочной авиаэскадрильи авиабригады Военно-воздушной академии РККА им. профессора Н. Е. Жуковского.
В январе 1936 года переведен командиром авиаотряда 49-й легкобомбардировочной авиаэскадрильи в составе 107-й авиабригады ВВС МВО.
С июня 1938 года командовал 5-й авиаэскадрильей 7-го тяжелобомбардировочного авиаполка в составе 64-й тяжелобомбардировочной авиабригады 2-й Авиационной армии особого назначения. В этой должности в составе Особой авиагруппы участвовал в Советско-финляндской войне, за боевые отличия в которой был награжден орденом Красного Знамени.
С ноября 1940 года проходил службу в ПрибОВО инспектором-летчиком по технике пилотирования в 6-й смешанной авиадивизии, с февраля 1941 года — помощник командира 7-го дальнебомбардировочного авиаполка этой же дивизии.

### Великая Отечественная война
В начале войны в той же должности на Северо-Западном фронте. Полк в составе дивизии участвовал в приграничном сражении в Прибалтике, затем действовал на псковском и новгородском направлениях. В конце августа 1941 года полк вошел в 40-ю авиадивизию дальнебомбардировочной авиации и действовал на курском, брянском, вяземском, смоленском направлениях. Осенью 1941 года майор Щербаков командовал ночной группой бомбардировщиков, выделенных из состава полка. С апреля 1942 года был назначен командиром 750-го авиаполка АДД в составе 17-й авиадивизии ДД. Полк наносил бомбовые удары по войскам и военным объектам противника на белгородском, орловском, харьковском, полтавском, брянском и смоленском направлениях.Своими сокрушительными бомбовыми ударами по живой силе и технике противника полк подполковника Щербакова А.И. наносил значительные потери фашистским войскам. За проявленную отвагу и мужество, за героизм личного состава приказом НКО № 250 от 18 августа 1942 г. пять полков первыми в АДД были преобразованы в гвардейские. В их числе и 750-й авиаполк дальнего действия, который был преобразован в 3-й гвардейский авиаполк АДД, а позднее стал Краснознаменным. С июня 1943 года полковник Щербаков командовал 2-й гвардейской авиадивизией ДД. В составе 2-го гвардейского авиакорпуса ДД дивизия успешно действовала в Белорусской, Будапештской и Ясско-Кишинёвской наступательных операциях, затем с января 1945 года в составе сформированной из АДД 18-й воздушной армии участвовала в Висло-Одерской, Восточно-Прусской Восточно-Померанской, Кёнигсбергской наступательных операциях.В марте 1945 года генерал-майор авиации Щербаков был назначен заместителем командира 2-го гвардейского бомбардировочного авиакорпуса, который участвовал в Берлинской наступательной операции. В период с декабря 1941 года по май 1945 года Щербаков лично совершил 17 боевых вылетов.

### Послевоенное время
После войны в прежней должности. С февраля 1947 года находился на учебе в Высшей военной академии им. К. Е. Ворошилова, по окончании которой в январе 1949 года он был назначен заместителем командира 51-го гвардейского бомбардировочного авиакорпуса ДА.
С декабря 1949 года командовал 84-м бомбардировочным авиакорпусом ДА.
С февраля 1951 года назначен заместителем командующего, а с октября — командующим 65-й воздушной армией ДА в городе Хабаровск.
В августе 1953 года, в связи с организационными мероприятиями, вновь был назначен командиром 84-го отдельного тяжелобомбардировочного авиакорпуса ДА.
С мая 1955 года начальник Центральных летно-тактических курсов усовершенствования офицерского состава ДА.
В январе 1958 года переведен на должность начальника кафедры тактики дальней и стратегической авиации Краснознаменной Военно-воздушной академии, с августа того же года он — начальник командного факультета реактивной техники этой же академии.
В феврале 1961 года генерал-майор авиации Щербаков уволен в запас.
С 1961 года по 1972 год работал начальником Центрального музея Военно-Воздушных Сил СССР.
Умер 7 декабря 1986 года, похоронен на Монинском мемориальном военном кладбище в посёлке Монино Московской области.

## Награды
- два ордена Ленина (24.02.1942[7], 21.08.1953[8])
- два ордена Красного Знамени (01.03.1941[3], 24.06.1948[8])
- орден Суворова II степени (31.05.1945)[3]
- орден Кутузова II степени (13.03.1944)[9]
- орден Александра Невского (31.12.1942)[10]
- орден Отечественной войны I степени (06.04.1985)[11]
- орден Красной Звезды (03.11.1944)[8]

медали в том числе:
- «За оборону Ленинграда» (25.08.1944)[12][13]
- «За оборону Москвы» (25.08.1944)[14][15]
- «За оборону Сталинграда» (24.07.1943)[16]
- «За победу над Германией в Великой Отечественной войне 1941—1945 гг.»
- «За взятие Будапешта»
- «За взятие Кёнигсберга»
- «За взятие Берлина»
- «Ветеран Вооружённых Сил СССР»
- знак «50 лет пребывания в КПСС»

Приказы (благодарности) Верховного Главнокомандующего в которых отмечен А. И. Щербаков.
- За овладение городом и крепостью Гданьск (Данциг) — важнейшим портом и первоклассной военно-морской базой немцев на Балтийском море. 30 марта 1945 года. № 319.